# Liang Wu Di

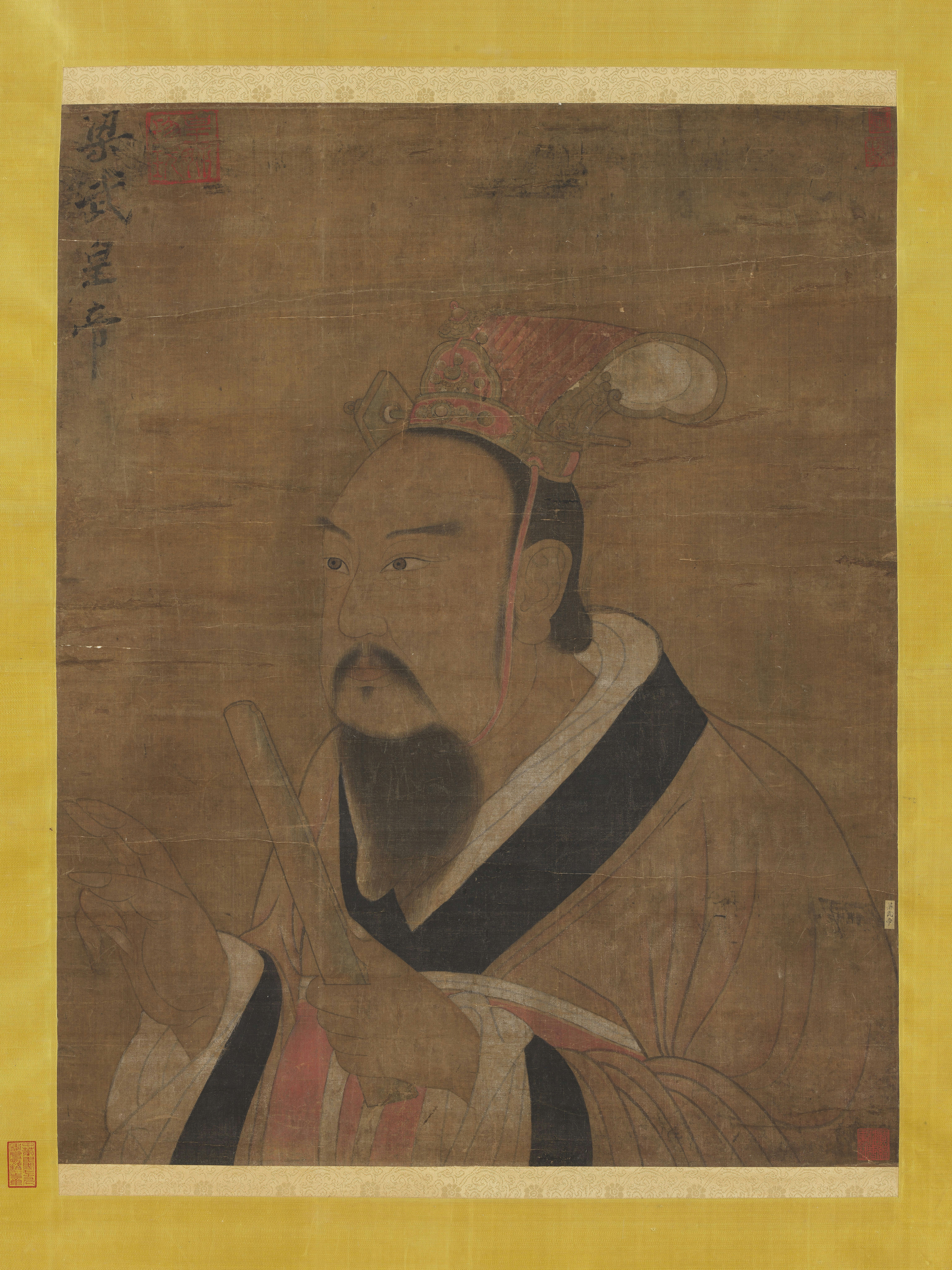
Kejsar Wu av Liang, avbildning från 700-talet

Liang Wu Di, (personnamn: Xiao Yan, tempelnamn: Gaozu) född 464 i Changzhou, död 549 i nuvarande Nanjing, var grundare av Liangdynastien som härskade i Södra Kina under de sydliga och nordliga dynastiernas tid. Han var en stor förespråkare av buddhismen.
Wu Di var släkt med kejsarna av Nan Qi (Södra Qi), men efter att hans bror avrättats ledde han ett uppror mot dessa. Han utropades 502 till Liangdynastiens förste kejsare, och med sina 47 år på tronen blev hans regeringstid den mest långvariga och stabila av alla sydliga kejsares. Han var djupt troende buddhist, och gynnade ivrigt denna lära i sitt rike. På hans befallning utgavs år 517 den första kinesiska översättningen av Tripitaka, buddhismens alla heliga skrifter. Han var själv i perioder munk i buddhistkloster, av vilka det fanns 700 i Nanjing på hans tid. Bodhidharma togs också emot av kejsaren, vilket förflyttade buddhismens tyngdpunkt till Kina. Dock förargade Wu Di sig något på Bodhidharma när denne förklarade att frälsning nås genom meditation och begrundan, och inte genom att vara verksam i templen. Hans huvudstad Nanjing erövrades av en "barbar"-general, och Wu Di svalt ihjäl i ett kloster Hans efterträdare av dynastin Liang var alla kortvariga, och ersattes inom kort med Chen-dynastin.